# You're Sixteen
You're Sixteen es una canción escrita por los hermanos Sherman (Robert B. Sherman y Richard M. Sherman). Primero fue interpretada por el cantante estadounidense de rockabilly Johnny Burnette, cuya versión alcanzó el puesto número ocho en la lista estadounidense Billboard Hot 100 en diciembre de 1960 y el número tres en el Reino Unido en 1961.
En enero de 1974, una versión por el músico británico Ringo Starr alcanzó el número uno. Esta versión reunió a Ringo Starr con su excompañero de la banda The Beatles, Paul McCartney. En las notas del álbum se le atribuye a McCartney un solo instrumental de mirlitón. Esta versión es uno de los pocos sencillos que alcanzaron el número uno y que incluyen un solo de mirlitón. Harry Nilsson fue la segunda voz.
El video de 1978 de la versión de Starr tiene como protagonista a Carrie Fisher.
La versión original de 1960 por Johnny Burnette formó parte de la banda sonora de la película American Graffiti de 1973.

## Otras versiones
El título de la canción ha sido objeto de varias parodias musicales. Entre ellas She's Sixty, She's Beautiful and She's Mine de la banda australiana de punk rock Frenzal Rhomb y You're 39, You're Beautiful and You're Mine del cantautor australiano Paul Kelly. Otra banda australiana, Cold Chisel, también hizo referencia a la canción en su EP You're Thirteen, You're Beautiful, and You're Mine.